# Mamertini
I Mamertini (in greco antico: Μαμερτῖνοι?), cioè "figli di Mamerte" o Mamers (il dio osco della guerra, che corrispondeva al latino Marte), erano soldati mercenari, famosi soprattutto per aver giocato un ruolo di primo piano nello scoppio della Prima guerra punica.
Erano in origine mercenari di Agatocle. Privi di occupazione, presero Messina a tradimento e si diedero alle scorribande. Sconfitti da Pirro durante la sua spedizione in Sicilia (278-276 a.C.) e poi ancora da Gerone II presso il fiume Longano (269 o 265 a.C.), i Mamertini, asserragliati a Messina, chiesero soccorso ai Cartaginesi, poi invece ai Romani (264 a.C.). La decisione di Roma di intervenire in loro favore determinò lo scoppio della Prima guerra punica.

## Storia
I Mamertini erano d'origine campana e vennero arruolati tra la fine del IV e gli inizi del III secolo a.C. da Agatocle, tiranno di Siracusa. Alla morte di quest'ultimo, nel 289 a.C., la maggior parte dei Mamertini, rimasti senza lavoro, tornarono in patria, mentre altri rimasero sull'isola. Alcuni di loro s'impadronirono a tradimento della città di Messina, ubicata sullo stretto, in una posizione di grande importanza strategica. Dopo di che assunsero il nome di Mamertini e la stessa Messina prese il nome di Mamertina.
Il loro dominio, a lungo protetto da Roma, durò oltre vent'anni, durante i quali trasformarono Messina da centro agricolo e commerciale a base per le loro scorrerie piratesche, sia sul mare sia sulla terraferma.
Siracusa si rivolse a Pirro, re dell'Epiro, affinché la liberasse dai Cartaginesi, che nel frattempo approfittavano dell'instabilità politica nella città aretusea e della discordia fra le poleis siceliote. Fu nel 278 a.C. che il condottiero epirota sbarcò sull'isola dall'Italia, dove si trovava già da due anni, chiamato da Taranto, disperata dall'avanzare dell'influenza romana sulla penisola.
Il re dei Molossi si impose su tutta l'isola tranne Lilibeo, ma la sua condotta incontrò la disapprovazione dei Sicelioti e così, per far fronte alle difficoltà strategiche e logistiche, dovette ritornare sul continente (autunno del 276 a.C.), dove venne poi sconfitto dai Romani nella Battaglia di Benevento (275 a.C.).
I Mamertini in seguito rivolsero la propria attenzione alla città di Siracusa. Nel 270 a.C. lo stratega siracusano Ierone li sconfisse in battaglia sulle sponde del torrente Longano (o Longane), nei pressi dell'attuale Barcellona Pozzo di Gotto. Si narra che il condottiero mamertino Kio (noto anche come Cio o Cione), consultando gli indovini prima della battaglia venne a sapere che avrebbe passato la notte nel campo nemico: la risposta fu presa come buon auspicio.
La battaglia volse al peggio e Kio stesso cadde nelle mani dei vincitori, fu portato davanti a Ierone che comandò di avere cura di lui. Dopo di che Ierone si preparò ad assediare Messina (265 a.C.). A questo punto i Mamertini chiesero l'aiuto di Cartagine, che occupò il porto della città. I Siracusani si ritirarono. Ma i Mamertini, che volevano scrollarsi di dosso l'ingombrante presenza cartaginese, chiesero aiuto a Roma, facendo leva sulla comune origine italica e sulla discendenza di entrambi i popoli da Marte. La decisione sull'intervento fu molto discussa a Roma, perché avrebbe significato la guerra contro i Cartaginesi e perché l'idea di aiutare dei soldati che avevano ingiustamente strappato via una città dai legittimi possessori, divenendo poi dei briganti, era mal vista (anche perché poco prima era stata invece soppressa una guarnigione che aveva usurpato con la forza il comando di Reggio).
Tuttavia, in favore dei Mamertini intervenne Appio Claudio Caudice e a Roma si decise di accogliere la richiesta, probabilmente su incitazione popolare. È assai dubbio che la motivazione fosse evitare che l'espansione cartaginese si avvicinasse troppo all'Italia, visto che in quel periodo i Cartaginesi non minacciavano affatto la penisola. Nel 264 a.C. scoppiò, ad ogni modo, quella che sarebbe divenuta in seguito la prima guerra punica.
Di fronte all'intervento romano, Siracusa si alleò inizialmente a Cartagine. Ierone II, però, cambiò presto fronte.
I Mamertini non vennero più ricordati dalle fonti storiche e il loro destino si perse nei più imponenti eventi delle guerre puniche.
Il termine "mamertino" però non venne perso, dato che anche alcuni secoli dopo gli abitanti di Messina venivano chiamati "Mamertini" e che alcuni prodotti con questo nome rimasero famosi a lungo, come il vino mamertino, che era apprezzato anche da Gaio Giulio Cesare. Infine, anche a livello toponomastico, ancora oggi in provincia di Messina esiste il comune di Galati Mamertino e in provincia di Reggio Calabria, il comune di Oppido Mamertina, successivo all'antico insediamento distrutto dal terremoto del 1783 di Oppido Vecchia.